# Jon Nieve
Jon Nieve (en inglés: Jon Snow)  es un personaje ficticio de la saga de libros Canción de hielo y fuego del escritor estadounidense George R. R. Martin y de su correspondiente adaptación televisiva, Juego de tronos. Se trata de uno de los personajes principales, teniendo capítulos desde su punto de vista en cuatro de los cinco libros lanzados hasta la fecha.
Aparecido en el primer volumen de la serie, Juego de tronos, Jon es presentado como el hijo bastardo de Eddard Stark, Señor de Invernalia y Guardián del Norte. Debido a que en la obra de Martin los bastardos no poseen ningún derecho hereditario, Jon decidió unirse a la Guardia de la Noche, una hermandad de hombres en la cual sirve su tío Benjen Stark, el hermano menor de su padre. Esta hermandad custodia El Muro, la frontera que separa el continente de Poniente de las tierras heladas del norte donde viven los salvajes, liderados por Mance Rayder.
En los libros se presume que es el segundo hijo varón de Rhaegar Targaryen producto del secuestro que sufre Lyanna Stark a manos del príncipe, dejando su nacimiento y estatus envuelto en misterio. 
En la adaptación televisiva Game of Thrones es interpretado por el actor inglés Kit Harington.

## Concepción y diseño
Jon Nieve fue concebido como un personaje marcado por sus orígenes; de carácter melancólico y taciturno, Jon es consciente de su condición de bastardo y sabe que nunca podrá ser igual que sus medio-hermanos, por ello busca un lugar donde poder destacarse y ser él mismo. Tyrion Lannister, otro de los personajes principales de la saga, comenta: «Hay más del Norte en ti que en tus hermanos».
Jon se une a la Guardia creyendo que es un lugar donde podrá conseguir honor y gloria, sabiendo que a los miembros de la Guardia no se les juzga por su origen ni su pasado. Sin embargo, pronto se dará cuenta de que ese sitio no es tal y como lo imaginaba y que la Guardia se ha convertido en un reducto de delincuentes y hombres sin fortuna en busca de la redención. Jon se debatirá entre su lealtad a la Guardia o a su familia, entre la lealtad a sus amigos y compañeros o su deber y experimentará lo que significa poner a prueba sus votos.
El actor Kit Harington describe a Jon Nieve: «Jon es una buena persona, no ha vivido una vida amable y trata siempre de hacer lo correcto[...] en un mundo tan corrupto como ese lleno de reyes y reinas hambrientos de poder, él no es así, y por eso mucha gente se identifica con él».

### Orígenes
Los orígenes del personaje de Jon Nieve han sido motivo de especulación dentro de la obra de Martin. En la obra literaria, se establece que Jon es hijo bastardo de Lord Eddard Stark, pero este nunca ha revelado quién fue realmente su madre. En un capítulo de Juego de tronos, el personaje de Ned Stark le cuenta a Robert Baratheon que su madre es una sirvienta llamada Wylla. Sin embargo, otra proposición afirmaba que Jon era hijo de Lady Ashara Dayne, una mujer noble conocida por su gran belleza con la que se rumorea en la obra que un Stark mantuvo un romance. También cobró gran popularidad la teoría que afirmaba que Jon era realmente hijo de Rhaegar Targaryen y Lyanna Stark, la hermana de Eddard Stark, por quien se inicia la Guerra del Usurpador.
En la adaptación televisiva, actores como Sean Bean (quien interpreta a Ned Stark) afirmó que Jon no era su hijo, y que esto sería revelado tarde o temprano. El origen de Jon Nieve fue finalmente confirmado en la séptima temporada de la adaptación televisiva, cuando mediante un flashback de Bran Stark se revela que Jon es hijo de Lyanna, la cual falleció tras darle a luz y le hizo prometer a Ned que cuidaría de él, por lo cual este habría decidido anunciarlo como su propio bastardo.

## Historia

### Primeros años
Los orígenes de Jon Nieve permanecen hoy una de las grandes incógnitas de la obra de Martin. A lo largo de la serie de novelas, varios personajes van dando sus propias explicaciones, todas coincidentes únicamente en que se trata de un hijo bastardo de Eddard Stark. El señor de Invernalia, de hecho, se presenta públicamente como su padre, y en alguna ocasión declaró que fue el fruto de una relación ocasional con una mujer llamada Wylla, durante la Rebelión de Robert, aunque se muestra siempre esquivo para hablar de este asunto. Jon nació aproximadamente hacia el final de esta guerra, y al sobrevenir la paz su padre se lo trajo consigo a Invernalia, pese al rechazo mostrado por su esposa, Catelyn Tully. Esta siempre trató con desprecio al muchacho, al que veía como un recordatorio de la infidelidad de su marido. Jon, no obstante, fue criado como un hijo más de Lord Eddard, desarrollando una relación de amistad-rivalidad con su medio-hermano y heredero de Invernalia, Robb Stark.

### Juego de tronos
Jon acompaña a su padre y sus hermanos tras la ejecución de un desertor de la Guardia de la Noche cuando sus hombres descubren una loba huarga muerta junto a sus cachorros. Jon se queda con un cachorro albino al cual llama Fantasma. Después regresan a Invernalia donde se enteran de que el rey Robert Baratheon se dirige hacia allí. Jon deseaba unirse a la Guardia de la Noche, de modo que le pide a su tío Benjen Stark (miembro de la Guardia) que lo lleve con él cuando regrese al Muro. En un principio ni su padre Eddard ni Benjen aceptan esta idea, pero cuando Eddard tiene que partir a Desembarco del Rey para servir como Mano del Rey, deciden aceptar que Jon se marche a la Guardia ya que Lady Catelyn no lo quiere con ella en Invernalia.
Jon llega al Muro donde los demás reclutas lo odian por su origen noble, su mayor destreza con las armas y su comportamiento distante. Jon conoce a Samwell Tarly, un joven muy tímido, obeso y cobarde que se convertirá en su compañero inseparable. Jon también mejora sus relaciones con sus compañeros pese a que se da cuenta de que la Guardia no es el destino que él esperaba, pues la mayoría de sus miembros son delincuentes condenados a servir en el Muro por sus crímenes. Enseguida sentirá una profunda animadversión por Ser Alliser Thorne, el severo e inmisericorde instructor de la Guardia.
Tras completar su instrucción, Jon es asignado al sector de los mayordomos, para su decepción, pues esperaba convertirse en explorador. Jon cree que esto ha podido ser instigado por Ser Alliser como una forma de evitar que prospere. Lo cierto es que el Lord Comandante Mormont decide tomarlo como su mayordomo personal con la intención de adiestrarlo para que aprenda las labores de liderazgo y que en un futuro pueda ser su sucesor. El propio Jon salva al Lord Comandante Mormont del ataque de un Otro; en recompensa, el Lord Comandante le regala la espada de acero valyrio de la Casa Mormont, Garra.
Al enterarse del estallido de la Guerra de los Cinco Reyes, Jon siente la necesidad de ayudar a su hermano Robb; se entera de que su padre Ned ha sido ejecutado y Robb se dirige hacia el Sur para luchar contra los Lannister. Jon trata de desertar en mitad de la noche para unirse al ejército del Norte y vengar la muerte de su padre, pero es detenido por sus hermanos de la Guardia que acuden en su busca. Al día siguiente, Jon decide escoger a la Guardia por delante de su familia y le promete al Lord Comandante Mormont que no volverá a tratar de huir. El Lord Comandante Mormont organiza una expedición más allá del Muro de la que Jon formará parte.

### Choque de reyes
La Gran Expedición llega hasta el Torreón de Craster, una construcción situada al norte del Muro donde habita Craster, un salvaje que mantiene una frágil alianza con la Guardia de la Noche. La Guardia se entera por boca de Craster de que los salvajes de Mance Rayder, el Rey-más-allá-del-Muro, se hallan acampados cerca del Puño de los Primeros Hombres.
Jon llega hasta más allá del Muro donde forma parte de una partida liderada por Qhorin Mediamano cuya misión es explorar hasta hallar el campamento de los salvajes, donde debería estar Mance Rayder. 
Jon y sus compañeros atacan a una partida de salvajes, matando a todos sus miembros excepto a una mujer llamada Ygritte. Qhorin insta a Jon a que haga lo que considere correcto con la chica; Jon decide liberar a la mujer al verse incapaz de matarla.
Jon, Qhorin y su patrulla son descubiertos por una partida de Casaca de Matraca después de que Ygritte le informara, muriendo todos excepto Jon y Qhorin. Antes de que los atraparan, Qhorin persuadió a Jon de que lo matara para así ganarse la lealtad de los salvajes y poder actuar como un infiltrado. Jon elimina a Qhorin con ayuda de Fantasma, pero eso no impide que los salvajes desconfíen de él y planeen llevarlo ante el propio Mance. De camino, Jon se entera de que Mance marcha con cientos de miles de salvajes, incluyendo mamuts y gigantes.

### Tormenta de espadas
Jon es llevado ante Mance Rayder proclamando ser un cambiacapas, un traidor, y pide unirse a él. Mance le asigna a una partida liderada por Styr cuya misión es escalar el Muro. Ygritte se une a la partida y comienza a insinuársele a Jon, y aunque al principio este la rechaza, ambos terminan convirtiéndose en amantes. 
Jon y su partida llegan hasta una caballeriza donde Jon se niega a matar a un anciano, lo que hace que los demás salvajes se den cuenta de que no es uno de los suyos, y lo ataquen. Jon consigue escapar rumbo al Castillo Negro con ayuda de Verano, el huargo de Bran Stark, pero recibe varios flechazos de Ygritte en la pierna.
Aunque se encuentra convaleciente de las heridas y se prepara para resistir el ataque de los salvajes, Jon ayuda a Donal Noye a defender el castillo con la poca guarnición que queda, después de que el Lord Comandante Mormont y gran parte de la Guardia murieran a manos de los Otros y durante el motín de Craster. El ataque logra ser rechazado con dificultades y Jon encuentra a Ygritte entre los caídos.Tiene un flechazo en el pecho, y muere entre sus brazos, dedicándole sus últimas palabras "Jon Nieve, no sabes nada. Pero vas aprendiendo". Mance Rayder ataca el Muro con todos sus efectivos, pero logran ser derrotados gracias a la oportuna llegada de Stannis Baratheon y sus huestes. Los salvajes son derrotados y Mance Rayder capturado.
Tras la batalla, los enemigos que Jon tenía dentro de la Guardia (Alliser Thorne y el recién llegado Janos Slynt principalmente) lo acusan de cambiacapas y de romper sus votos, pero Jon, gracias a la ayuda de Sam Tarly, consigue ser proclamado como Lord Comandante. Stannis le ofrece legitimarlo como hijo de Ned Stark y Señor de Invernalia, pero Jon lo rechaza decidido a asumir su papel como Lord Comandante.

### Danza de dragones
Jon, ahora convertido en Lord Comandante, tiene que lidiar con la incómoda estancia en el Muro de Stannis y su esposa; y sobre todo con Melisandre, la sacerdotisa roja, que por alguna razón muestra mucho interés por él y trata de ganarse su confianza, infructuosamente.
Jon se muestra decidido a pactar con los salvajes que han sobrevivido, para que atraviesen el muro y pueda usarles como ayuda y refuerzo militar, lo que le acarrea la animadversión de muchos de sus subordinados. Contando así con más hombres, ordena reconstruir y guarecer los varios castillos abandonados existentes a lo largo del Muro. Cuando en determinada altura ordena a Janos Slynt que comande uno de estos castillos, este va dándole largas y finalmente se niega públicamente a obedecerle, lo que provoca que acabe siendo ejecutado por manos del propio Jon (recordando una lección aprendida de su padre). Por otra parte, Mance Rayder es quemado públicamente por insistencia de Melisandre; pero se trata de un ardid urdido por Jon y la sacerdotisa roja, puesto que a quien han quemado en realidad es a Casaca de Matraca. Mance, con la protección extra de que todos le creen muerto, es enviado a Invernalia con la secreta misión de rescatar a "Arya Stark", hermana de Jon. Esta falsa Arya (Jon desconoce el verdadero paradero de su hermana) había sido casada a la fuerza con Ramsay Bolton, hijo bastardo de Lord Roose Bolton, quien había sido proclamado Señor de Invernalia y Guardián del Norte por los Lannister, que controlan el trono en Desembarco del Rey. Entretanto, y aprovechando el fracaso de la misión de Mance, la falsa Arya consigue huir de invernalia con la ayuda de Theon Greyjoy.
Melisandre, la sacerdotisa roja, tiene una visión en la que ve a una chica vestida de gris a lomos de un caballo llegando a las residencias de la Guardia, y deduce que es Arya. Stannis marcha a combatir a la Casa Bolton usurpadora de Invernalia, mientras que Jon recibe a la muchacha vista por la sacerdotisa, que resulta no ser Arya sino la joven Alys Karstark.
Jon recibe poco después una muy provocadora carta, enviada "al Bastardo" por Ramsay Bolton. En ella afirma haber derrotado al "falso rey" Stannis y a su ejército, y que Mance ha sido capturado; y le exige que le entregue a su mujer, a Theon, a la familia de Stannis y de Mance, y a la "bruja roja", a cambio de dejarle en paz a él y a la Guardia. Jon responde a esta carta con furia y queriendo marchar inmediatamente contra Ramsay, pero como no puede hacer la guerra a los Bolton como Lord Comandante, le pide ayuda a los salvajes y a todo aquel que quiera, sin  obligar a nadie a seguirle. Pero debido a que esta decisión suya viola claramente el sagrado juramento, varios miembros de la Guardia -ya de por sí enfadados por verse obligados a colaborar con los salvajes-, liderados por Bowen Marsh, acorralan a Jon y acaban con su vida a puñaladas, mientras exclaman «Por la Guardia».

## Adaptación televisiva

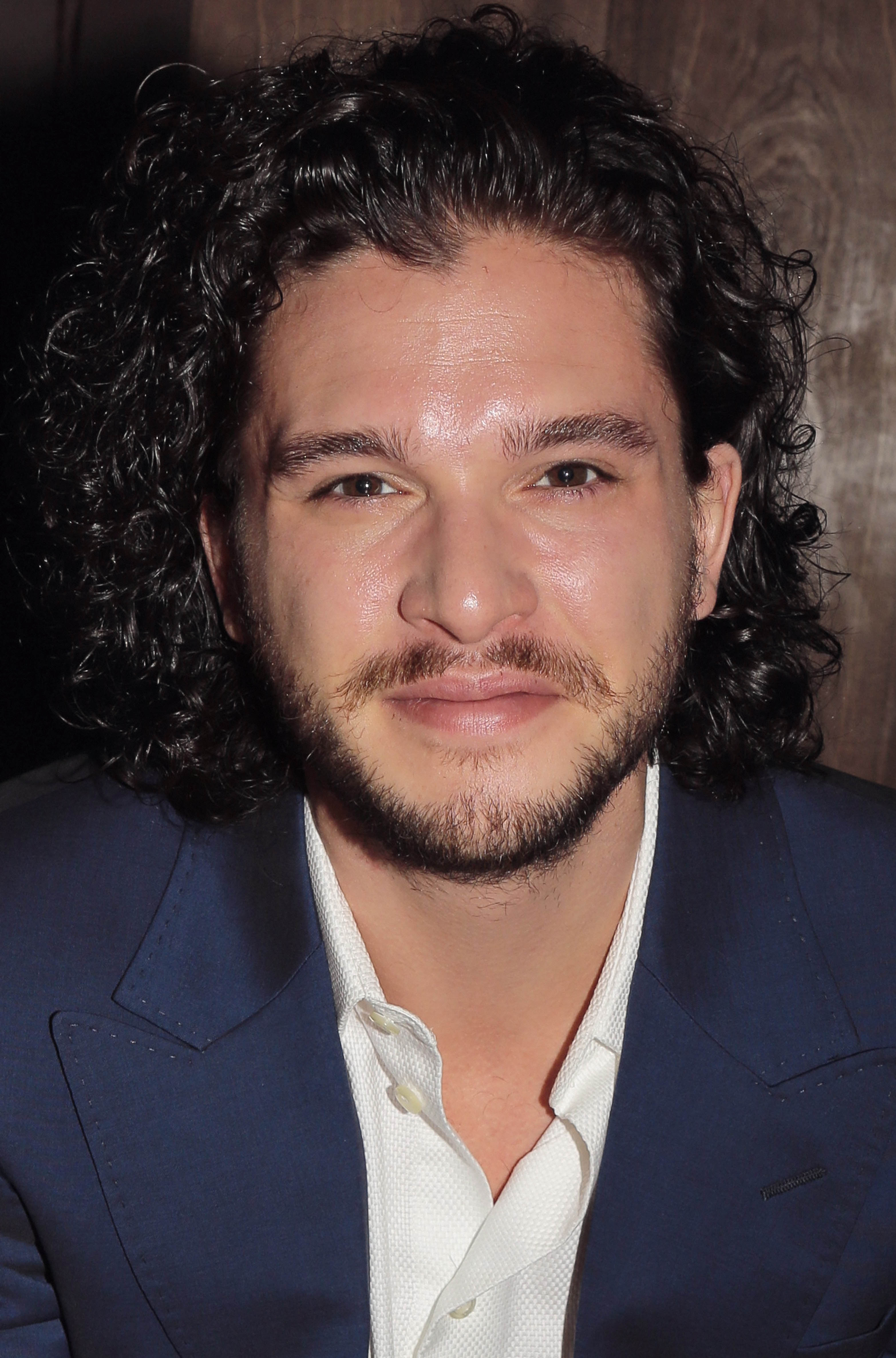
El actor Kit Harington interpreta a Jon.

El actor Kit Harington interpreta a una versión del personaje en la adaptación de la saga literaria a la televisión que lleva a cabo la serie de Game of Thrones.

### Primera temporada
Jon acompaña a su padre Eddard Stark (Sean Bean) a la ejecución de un desertor de la Guardia de la Noche. Con ellos viajan también el hijo mayor de Lord Stark, Robb Stark (Richard Madden), el pequeño Bran Stark (Isaac Hempstead-Wright) y el pupilo de Eddard, Theon Greyjoy (Alfie Allen). Tras ello, encuentran a una loba huarga muerta junto a una camada de cachorros; Jon encuentra un último cachorro albino apartado de la camada, al que decide quedarse y ponerle el nombre de Fantasma.
El rey Robert Baratheon (Mark Addy) visita Invernalia. Debido a su condición de bastardo, a Jon no se le permite participar de los festejos y permanece apartado. En una determinada ocasión se encuentra con su tío Benjen Stark (Joseph Mawle), Capitán de los Exploradores de la Guardia de la Noche; Jon afirma querer unirse a la Guardia, y pide a su tío que lo lleve con él cuando regrese al Muro, pero él afirma que aún es demasiado joven.
Debido a que Ned Stark partía hacia Desembarco del Rey y a que Lady Catelyn (Michelle Fairley) no lo quería con ella en Invernalia, Ned acepta que Jon se una a la Guardia. Su padre y su tío Benjen acompañan a Jon a través del Camino Real rumbo al Muro, después se les unirán Tyrion Lannister (Peter Dinklage) y un grupo de nuevos reclutas de la Guardia; Jon queda amargamente sorprendido cuando se da cuenta de que estos son, en su mayoría, delincuentes y violadores.
Jon llega al Castillo Negro donde queda bajo el adiestramiento de Ser Alliser Thorne (Owen Teale), un hombre duro e inmisericorde que acostumbra a humillar a los nuevos reclutas. Jon tiene problemas para relacionarse con sus nuevos compañeros, a los cuales no les gusta el hecho de que Jon haya sido adiestrado como un noble ni su actitud arrogante y distante. Jon conoce también a Samwell Tarly (John Bradley-West), un joven obeso y cobarde que se convierte en su compañero inseparable cuando Jon le protege de la crueldad de Ser Alliser y de las burlas de los demás reclutas. Con el tiempo, Jon logra ganarse la amistad de sus compañeros reclutas, sobre todo de Grenn (Mark Stanley) y Pypar (Josef Aitin).
Tras completar la instrucción, Jon es asignado al sector de los mayordomos, para su decepción, pues esperaba ser introducido en los exploradores. El Lord Comandante Jeor Mormont (James Cosmo) decide tomar a Jon como su mayordomo personal, con la intención de prepararlo para que algún día pudiera sucederle. Cierto día, Jon salva al Lord Comandante del ataque de un Caminante Blanco; el Lord Comandante decide otorgarle como recompensa la espada de acero valyrio de la Casa Mormont, Garra.
Tras oír la noticia de que su padre ha sido ejecutado en Desembarco del Rey y que su hermano Robb parte hacia el Sur con un ejército, Jon quiere marcharse y unirse a su hermano en su lucha. Jon deserta en mitad de la noche, pero es detenido por sus compañeros Sam, Grenn y Pypar. Jon es llevado de nuevo al Castillo Negro donde le promete al Lord Comandante que no volverá a desertar, y promete unirse a él en una Gran Expedición más allá del Muro para encontrar a los salvajes de Mance Rayder, a Benjen Stark y descubrir qué ocurre con los Caminantes Blancos.

### Segunda temporada
La Gran Expedición de Mormont llega hasta la fortaleza donde habita Craster (Robert Pugh), un salvaje que mantiene una frágil alianza con la Guardia de la Noche. Jon descubre, anonadado, que Craster mantiene relaciones incestuosas con sus propias hijas con las que engendra nuevos descendientes; sus hijos varones son sacrificados a los Caminantes Blancos. Desde un primer momento a Craster no le cae bien Jon, y cuando este descubre las macabras prácticas de Craster, confronta al Lord Comandante; este replica que ya tenía conocimiento de ello, pero que necesitan a Craster como aliado.
Jon parte junto a una partida liderada por Qhorin Mediamano (Simon Armstrong). Su misión es encontrar el campamento de los salvajes de Mance Rayder. El grupo se topa con una partida de salvajes, produciéndose un enfrentamiento. Los salvajes son eliminados, quedando como única superviviente una mujer llamada Ygritte (Rose Leslie). Qhorin le ordena a Jon que acabe con ella, pero este se ve incapaz, de modo que ella escapa. Jon consigue volver a capturarla, pero se da cuenta de que se ha alejado del grupo de Qhorin. Jon e Ygritte caminan juntos, mientras Jon trata de evitar las insinuaciones sexuales de ella, hasta que son emboscados por un grupo de salvajes.
Tomado prisionero, Jon descubre que Qhorin también ha sido capturado cuando trataba de buscar el rastro de Jon. Qhorin insta a Jon a unirse a los salvajes como infiltrado y para ello le ataca acusándolo de traidor. Jon y Qhorin comienzan a luchar, hasta que Jon lo elimina atravesándolo con Garra. Tras eso, Jon es llevado hasta el campamento de Mance Rayder.

### Tercera temporada
Jon se entrevista con Mance Rayder (Ciarán Hinds). El primero declara haber abandonado a la Guardia de la Noche y pide unirse a él. Mance desconfía de las intenciones del bastardo y le pregunta por qué; Jon afirma que en el Torreón de Craster observó cómo este entregaba a sus hijos varones a los Caminantes Blancos, pero que cuando se lo contó al Lord Comandante Mormont, este no hizo nada. Satisfecho con la respuesta, Mance envía a Jon con una partida que tiene la misión de escalar el Muro.
Jon se une a la partida de Tormund Matagigantes (Kristofer Hivju), de la que también forman parte Ygritte y un cambiapieles llamado Orell. Su misión es escalar el Muro y atacar el Castillo Negro por retaguardia, causando una distracción mientras se produce el ataque principal de Mance Rayder. Ygritte cada vez flirtea más con Jon y, aunque este se mostraba reticente, terminan convirtiéndose en amantes. Eso convence de forma definitiva a Tormund que Jon ha abandonado a la Guardia.
El grupo logra escalar el Muro con éxito y llegar hasta el Agasajo (tierras pertenecientes a la Guardia). Jon sabe que su tapadera está a salvo, pero trata de convencer a Ygritte de que la causa de los salvajes está perdida, pero ella no quiere creerle, afirmando que Jon ahora es uno de ellos. Por otra parte tiene que lidiar con la desconfianza de Orell, el cual está celoso de él pues también está enamorado de Ygritte, y no cree que Jon realmente haya renunciado a su vieja lealtad.
La partida llega hasta unas caballerizas donde capturan a un anciano. Tormund y Orell quieren matarlo para evitar que pueda alertar a la Guardia, de modo que Tormund ordena a Jon que lo mate. Este es incapaz de hacerlo, así que Tormund ordena a los demás que maten a Jon, al darse cuenta de que este sigue siendo leal a la Guardia. Bran Stark, que se hallaba huyendo más allá del Muro y estaba en una localización cercana, se introduce en la mente de su huargo, Verano, y hace que este ayude a Jon. Tras matar a Orell, Jon consigue montar un caballo y huir.
De camino al Castillo Negro, Jon es confrontado por Ygritte. Jon admite que ambos se aman, pero que tiene una misión que cumplir. Furiosa, pero a la vez triste, Ygritte dispara varias flechas a la pierna de Jon, que a duras penas consigue llegar al Castillo Negro.

### Cuarta temporada
Jon apenas se halla recuperándose de sus heridas, cuando le comunican que su hermano Robb ha sido asesinado en los sucesos de la Boda Roja. Sin embargo, Jon tiene sus propios problemas, pues Ser Alliser Thorne, que ahora actúa como Lord Comandante en funciones, quiere juzgar a Jon por traidor. Jon les explica sus aventuras con los salvajes; cómo tuvo que matar a Qhorin Mediamano por indicación suya, cómo se encontró con Mance Rayder y cómo se acostó con Ygritte. Janos Slynt (exiliado al Muro por Tyrion Lannister) y Ser Alliser no creen en Jon, pero sí el maestre Aemon (Peter Vaughan), el cual le permite marcharse libre.
Mientras tanto, un grupo nuevo de reclutas llega hasta el Muro. En él está Olly (Brenock O'Connor), un joven muchacho cuyos padres fueron asesinados por los salvajes de Tormund e Ygritte. También se halla un mercenario llamado Locke, un hombre enviado por los Bolton para asesinar a bran y rickon stark, creyendo que podrían haber escapado a dónde su medio hermano (debido a que Invernalia fue tomada por los Bolton y los pequeños Stark huyeron).
Cierto día, Grenn y Eddison Tollett, a los que se creía muertos, llegan al Castillo Negro. Informan del motín que se produjo en el Torreón de Craster y que terminó con la muerte del Lord Comandante Mormont y del propio Craster. Jon entiende que si Mance llega hasta allí y los captura, se enterará de las reducidas fuerzas con las que cuenta la Guardia. Ser Alliser no está de acuerdo, pero consiente en que Jon acuda allí con un grupo de voluntarios. Acompañando a Jon en la misión acuden Grenn, Edd y Locke (este con la intención de asesinar a Jon).
El grupo llega hasta el Torreón, en el cual habitan los hermanos amotinados de la Guardia liderados por Tanner, un violento y despiadado exmiembro de la Guardia que abusa de las mujeres de Craster. Jon y Tanner se enfrentan, pero la mayor habilidad de este en el combate cuerpo a cuerpo hace que Jon caiga derribado al suelo, siendo salvado por una de las mujeres de Craster, la cual apuñala a Tanner por la espalda, lo que Jon aprovecha para eliminarlo con Garra. Tras la batalla contra los amotinados, el grupo de Jon triunfa, aunque Locke es eliminado por Hodor (este controlado por Bran Stark). Las mujeres de Craster se niegan a abandonar el lugar y Jon ordena quemar el Torreón.
Tras volver al Castillo Negro, se enteran de que Villa Topo ha sido atacada por los salvajes de Tormund e Ygritte, de modo que el ataque de Mance sobre el Muro debe ser inminente. Al poco tiempo observan que el inmenso ejército de Mance está a las puertas del Muro. Ser Alliser parte a dirigir la defensa en la base del Muro y deja a Janos Slynt para liderar a los defensores de la cima. Sin embargo, Lord Janos resulta ser un cobarde y un indeciso, de modo que Jon tiene que asumir el mando cuando Janos huye junto a Ser Alliser.
Se da comienzo a la Batalla del Castillo Negro. Los salvajes tratan de escalar el Muro, pero son repelidos por los defensores de la cima. Mientras tanto, la partida de Tormund e Ygritte ataca el Castillo Negro por retaguardia. Tormund logra herir a Ser Alliser e Ygritte elimina a Pypar; Jon le entrega el mando del Muro a Edd mientras él acude a ayudar en la lucha. Jon combate contra Styr, el Magnar de Thenn. Tras una dura pelea, Jon lo elimina, solo para darse cuenta de que Ygritte le apunta con su arco. Debido a que Ygritte titubeó, Olly le dispara una flecha por la espalda. Moribunda, Ygritte lamenta que su encuentro se haya producido en esas circunstancias y le dice que nunca debieron marcharse de aquella cueva, tras eso, muere.
Los salvajes de Tormund son repelidos y este es capturado. Jon habla con Sam y le dice que la única forma de salvar el Muro es que él mismo asesine a Mance Rayder. Jon acude en solitario en su misión, siendo recibido por Mance en su campamento al norte del Muro. Mance se da cuenta de las verdaderas intenciones de Jon, pero antes de que ambos intenten nada, se produce un ataque sobre el campamento de Mance; Jon rechaza que sean sus hermanos de la Guardia, pues no cuentan con suficientes hombres.
Unos jinetes surgen de la nada y comienzan a masacrar a los hombres de Mance. Viendo la situación perdida, Mance ordena a sus hombres que se rindan, cuando se dan cuenta de que el atacante no es otro que Stannis Baratheon (Stephen Dillane), pretendiente al Trono de Hierro. Jon se presenta como el hijo bastardo de Lord Eddard Stark e insta a Stannis a quemar los cadáveres y tomar prisionero a Mance.

### Quinta temporada
Jon se encuentra de nuevo con Stannis, el cual le ordena que trate de conseguir la lealtad de Mance Rayder, afirmando que necesitará a los salvajes en su lucha por tomar control del Norte. Jon se entrevista con Mance, el cual rehúsa rendirle pleitesía a Stannis, de modo que es condenado a la hoguera por ello. Mientras observaba a Mance quemarse, Jon le dispara una flecha al corazón, para ahorrarle sufrimiento.
Al darse cuenta de que el Norte solo se rendirá ante un Stark, Stannis le propone a Jon legitimarlo como Stark y Señor de Invernalia, si a cambio le jura lealtad. Jon confiesa que es lo que siempre deseó toda su vida, pero que es un hermano juramentado de la Guardia de la Noche, de modo que lo rechaza. Al mismo tiempo se producen unas elecciones para elegir al nuevo Lord Comandante; el favorito es Ser Alliser, que se disputa el cargo con Ser Denys Mallister. Antes de producirse la votación, Sam postula a Jon para el cargo; en las votaciones, Jon sale triunfante gracias al voto favorable del maestre Aemon, que rompió el empate entre él y Ser Alliser.
En la primera sesión con Jon al mando como Lord Comandante, nombra a Ser Alliser como Primer Explorador y después envía a Janos Slynt a dirigir la reconstrucción de Guardiagrís. Este insulta y se insubordina ante la orden de Jon, lo que causa que este lo decapite personalmente con Garra.
Stannis finalmente abandona el Muro para dirigirse hacia Invernalia, despidiéndose de forma cordial de Jon. Davos Seaworth (Liam Cunningham), Mano del Rey de Stannis, insta a Jon a ayudarle a conseguir el Norte, pero Jon vuelve a rehusar.
Jon habla con el maestre Aemon confesándole que ha ideado un plan, el cual dividirá a la Guardia en dos bandos. El maestre le dice que debe guiarse por su instinto, afirmando que Jon debe «matar al chico, y dejar que nazca el hombre». Jon presenta su plan ante sus hermanos, el cual consiste en refugiar a los salvajes en el Muro para que colaboren con la Guardia en la lucha contra los Caminantes Blancos; casi todos lo reciben con hostilidad, incluyendo a amigos cercanos suyos como Olly o Edd. Tras hablar con Tormund, este confiesa que el resto del Pueblo Libre se ha refugiado en Casa Austera. Jon propone a Tormund que los reúna y los lleve al Castillo Negro, a lo que este acepta, siempre y cuando Jon lo acompañe.
Jon y Tormund llegan a Casa Austera, donde los líderes tribales del Pueblo Libre los reciben con frialdad. La negociación se ve interrumpida por una emboscada de los Caminantes Blancos. Estos desatan una gran matanza, y Jon descubre que los Caminantes Blancos son vulnerables al acero valyrio de Garra, al igual que a la obsidiana. Los supervivientes (entre los que está Jon) huyen en barcazas de Casa Austera, mientras observan cómo el Rey de la Noche alza a los muertos, que se convierten en parte de su «ejército».
El grupo de supervivientes consigue regresar al Castillo Negro, donde la tensión entre salvajes y miembros de la Guardia es palpable. Recibe también de vuelta a Davos Seaworth y a Melisandre, intuyéndose que Stannis ha perdido la Batalla de Invernalia.
En la noche, Olly acude a Jon diciendo que han avistado a Benjen Stark. Jon sale fuera de sus aposentos, solo para encontrarse a Ser Alliser y otros hermanos juramentados. Estos miembros comienzan a apuñalar a Jon mientras exclaman «Por la Guardia». Un malherido Jon es rematado por el propio Olly, quien con lágrimas en los ojos lo remata apuñalándole en el corazón. Jon cae tendido al suelo y fallece desangrándose por las heridas.

### Sexta temporada
El cadáver de Jon es velado por aquellos miembros de la Guardia que aún permanecen leales a él. Ser Alliser, líder de los amotinados, los insta a rendirse o afrontar la muerte. Cuando se iba a producir el enfrentamiento, un grupo de Salvajes liderados por Tormund y Edd el Penas derrotan a los amotinados, que son puestos bajo custodia. 
Melisandre, sumida en la depresión tras la muerte de Stannis creyendo que todas sus visiones han sido mentira, realiza un ritual con el que intentar revivir a Jon. No parece funcionar y todos abandonan la habitación presa de la frustración, quedando únicamente Fantasma junto al cuerpo sin vida de Jon. En ese preciso instante, Jon vuelve a la vida.
Aturdido y confuso, Jon se presenta ante sus «hermanos» de la Guardia y los Salvajes. Su primera acción es ajusticiar a los cabecillas de los amotinados, entre los que están Ser Alliser y Olly. Tras condenarlos a la horca, Jon los mira por última vez; Olly únicamente le muestra desprecio, pero Ser Alliser le dirige unas últimas palabras; instantes después, todos son colgados. Ya libre de sus votos, Jon le entrega el mando de la Guardia a Edd y abandona el Muro.
Al día siguiente, su hermana Sansa Stark (Sophie Turner) llega al Muro después de escapar de las garras de los Bolton. Tras un emotivo reencuentro, Sansa insta a Jon a recuperar el control de Invernalia; Jon rehúsa, afirmando que ya ha combatido bastante. Sin embargo, la situación cambia cuando recibe una carta de Ramsay Bolton (Iwan Rheon); en ella informa que tiene prisionero a su hermano Rickon Stark y demanda que le sea devuelta Sansa, usando esta información más el hecho de que según esta el pueblo libre le debe a Jon y que Rickon está en peligro, Sansa convence a Jon de retomar Invernalia. Tras hacer un recuento de las tropas que posee, Jon deduce que no posee fuerzas suficientes para enfrentarse a los Bolton, así que decide buscar apoyos entre las Casas nobles norteñas.
Con la ayuda de Tormund, Davos Seaworth y Brienne de Tarth (Gwendoline Christie), Jon discute la estrategia a seguir, ante el enojo de Sansa ya que este confía en Davos. Sabiendo que los Bolton cuentan con el apoyo de las poderosas Casa Karstark y Casa Umber, Sansa propone conseguir la ayuda de Brynden Tully, su tío-abuelo, que aún resiste en Aguasdulces. Jon pregunta a Sansa de donde obtuvo esa información, lo cual ella calla para mantener en secreto su encuentro con Baelish sin razón. Por otro lado, Jon acude a pedir ayuda a Lyanna Mormont (Bella Ramsey) y a Robett Glover (Tim McInnemy); gracias a la intervención de Davos consiguen el apoyo de los Mormont, pero no así el de los Glover. Otras Casas como los Manderly tampoco responden a sus demandas, por lo que Jon sabe que sus fuerzas son muy inferiores a los Bolton. Tras el consejo de guerra, Sansa discute con Jon el hecho de no preguntar su opinión, por lo cual este se la pide, a lo que ella responde que no sabe nada de guerras, solo que no haga lo que Ramsay quiere de manera muy vaga. Sansa cree que aún deben conseguir más apoyos, pero Jon afirma que deben combatir cuanto antes, pues el tiempo juega en su contra, la vida de Rickon está en juego y no hay más fuerzas disponibles, Sansa se calla el hecho de que el ejército del Vale se encuentra en disposición cerca y decide entonces enviar un mensaje a Baelish sin informar a Jon.
Jon, Sansa, Davos y Lady Mormont parlamentan con Ramsay. Este demanda que Sansa vuelva con él y la rendición de las fuerzas de Jon y a cambio les permitirá marcharse en paz. Jon propone un combate mano a mano, pero Ramsay se niega, sabiendo que no es lo más ventajoso para él. Sansa se niega a firmar la paz con él y afirma que estará muerto al día siguiente.
Momentos antes de la batalla, Ramsay permite a Rickon que se marche junto a Jon, pero justo antes de que este pudiera rescatarlo, Ramsay lo elimina. La caballería Bolton carga contra Jon, que tiene que ser salvado por su propia caballería. Ramsay ordena a sus arqueros que disparen, lo que causa muchas bajas en ambos bandos. Posteriormente envía a la infantería, que rodea al ejército Stark mediante una formación en falange. Acorralados, sus hombres comienzan a apelotonarse, y el propio Jon comienza a ser aplastado por sus propios hombres, salvándose en el último momento. Cuando la situación parecía perdida, el ejército del Valle liderado por Petyr Baelish (Aiden Gillen) llega para salvar la situación, destruyendo al ejército Bolton y poniendo a Ramsay en fuga.
Ramsay y sus hombres se refugian en Invernalia, creyendo que los Stark no cuentan con armas de asedio para tomar la fortaleza. Sin embargo, gracias al gigante Wun Wun, las puertas son derribadas y los Stark toman el castillo. Ramsay demanda entonces el combate mano a mano que Jon le ofreció; Ramsay dispara varias flechas que Jon desvía con un escudo (que recoge del patio y tiene el escudo de la casa Mormont), para después derribar a Ramsay y comenzar a golpearle. Ramsay es encerredo con sus perras, a las que hacía tiempo que no les daba de comer, y finalmente lo matan. Los Stark retoman Invernalia.
Jon y Sansa discuten sobre qué hacer a continuación. Jon propone que Sansa sea la nueva señora de Invernalia, ya que él no es un Stark de nombre. Poco después se celebra una asamblea de señores norteños. Lady Lyanna Mormont recrimina a los señores norteños que no apoyaran la causa de los Stark y comienza a aclamar a Jon como nuevo Rey en el Norte. Otros señores norteños como Wyman Manderly, Cley Cerwyn o el propio Robett Glover se arrepienten de no haber estado a su lado y se unen en la aclamación de Jon como Rey en el Norte.
A su vez, mediante un flashback, se narran los hechos que acontecieron en la Torre de la Alegría. Un joven Eddard Stark (Robert Aramayo) se encuentra frente al lecho de muerte de su hermana Lyanna (Aisling Franciosi); con sus últimas palabras, Lyanna le arranca la promesa de cuidar de su hijo recién nacido, quien no es otro que el propio Jon Nieve.

### Séptima temporada
Intentando reforzar las defensas del Norte para la lucha contra Caminantes Blancos, Jon perdona a los niños desciéndete a de la casa Karstark y Umber, los cuales proclaman su lealtad a Jon, Jon se siente frustrado cuando su autoridad es alterada públicamente por Sansa, la cual pretendía despojar a dichas niños de sus castillos de antaño para dárselos a otros más leales, la cual argumenta que no quiere que repita los errores que causaron su padre Ned y su hermano Robb después de compararlo con Joffrey, mientras el apunta que habla de Cersei como si la admirara mientras ella admite haber aprendido mucho de ella. Jon rechaza un mensaje de Cersei Lannister que lo obliga a doblar la rodilla. Jon recibe una invitación a Rocadragón de Tyrion Lannister en nombre de  Daenerys Targaryen (Emilia Clarke). Posteriormente recibiendo un mensaje de Sam de que afirma de una gran reserva de vidriagón que se encuentra debajo del antiguo castillo de Rocadragón, Jon decide reunirse con Daenerys, Sansa comienza nuevamente a contradecirlo frente a los lores por dejarlos en el Norte mientras él se va por recursos pero se queda callada y sorprendida cuando Jon la nombra como su regente, despidiéndolo días después sin ningún incidente o contradicción.
En Rocadragón, se niega a jurar lealtad a Daenerys, y en su lugar pide su ayuda para luchar contra los Caminantes Blancos. Luego de que Daenerys vuelve de su ataque a la armada Lannister, esta se sorprende cuando su dragón Drogon se acerca a Jon y le permite al Rey en el Norte acariciarlo. 
Determinado a convencer a Cersei de que el verdadero enemigo es el ejército de los muertos, Jon conduce una expedición al norte del Muro para capturar un espectro y llevarlo a Desembarco del Rey. Jon junto con sus aliados se las arreglan para capturar un espectro más allá del muro, pero están rodeados por un ejército de muertos. Daenerys llega con sus dragones, pero el Rey de la Noche mata a uno de ellos con una lanza de hielo, obligando a los otros a huir sin Jon. Él es salvado por la reaparición de su tío Benjen Stark, que se sacrifica para que Jon pueda escapar. Poco después, él finalmente llega al Muro herido y es atendido. En su cama descansando, Daenerys lo visita y promete luchar con él contra los Caminantes Blancos, y este acepta jurar lealtad a ella como su reina.
Bran descubre que Jon nació con el nombre de Aegon Targaryen, el hijo legítimo de Rhaegar Targaryen (Wilf Scolding) y Lyanna, por consecuencia candidato al Trono de Poniente. Mientras tanto, Jon y Daenerys finalmente ceden a sus sentimientos y tienen relaciones sexuales después de convencer a Cersei de unirse a ellos en la lucha contra las fuerzas del Rey de la Noche, promesa que ella no esta dispuesta a cumplir.

### Octava temporada
Los ejércitos de la Reina Dragón se reúnen en Invernalia junto a las tropas norteñas para enfrentarse al Rey de la Noche y su ejército de espectros. 
Jon se entera, por medio de Sam, que es hijo de Rhaegar Targaryen y Lyanna Stark, y por ende un serio candidato al Trono de Hierro. Decide contárselo a Daenerys Targaryen, quien no se lo toma muy bien y pone en duda la fuente de la noticia, Samwell Tarly, quien se lo había comunicado a Jon porque se lo había pedido Bran Stark. Sin embargo, no hay tiempo para discutir, ya que el ejército del Rey de la Noche ha llegado a Invernalia.
Pese a no tener ningún deseo en gobernar, varios personajes intentan empujarle a tomar el trono. Incluso Varys dice que sería mejor rey, pues es un hombre taimado y razonable, que ha demostrado su honor y piensa en el bien común antes que en el propio. Sin embargo, Jon se muestra fiel a su decisión de doblar la rodilla ante Daenerys, negándose a escuchar cualquier advertencia respecto a ella.
Al final de la temporada, tras una conversación con Tyrion preso -había sido arrestado por Daenerys por echarle en cara la destrucción de Desembarco del Rey y renunciar rudamente al cargo de Mano-, Jon, que también se había mostrado horrorizado por la crueldad mostrada por la Reina, intenta convencerla de detener su lunático plan de conquistar los Siete Reinos arrasándolos. Pero al final llega a la conclusión de que la única forma de frenarla es asesinarla, por lo que apuñala a Daenerys en la sala del trono. Más tarde, hablando con Tyrion, le pregunta si había hecho lo correcto, a lo que el enano responde que le pregunte otra vez "dentro de diez años".
Jon es exiliado de vuelta al Muro, donde se reencuentra con Tormund y el Pueblo Libre, quienes lo reciben con una sonrisa de apoyo, pues, a pesar de no tener reyes, son los únicos que realmente se mostraron fieles a Jon ya que le estarán eternamente agradecidos por lo que hizo por ellos. También se reencuentra con Fantasma, su lobo huargo, agachándose para acariciarlo. Jon vuelve a abrazar sus orígenes norteños y Stark, volviendo a ser él mismo.
La última escena es la de Jon saliendo más allá del Muro con el Pueblo libre. Vemos cómo un brote de hierba verde emerge de entre la nieve mientras los niños corren, simbolizando una pequeña esperanza para Jon Nieve y para el pueblo de Poniente, ahora que todo ha terminado.